# Kymi (Finlande)
Kymi est une ancienne municipalité rurale de Finlande, située dans la vallée de la Kymi en Finlande.
Kymi a été intégré à Kotka en 1977 en même temps que Karhula.

## Géographie
Kymi est située sur la côte du golfe de Finlande à environ 100 km à l'Est d'Helsinki.